# Myrsine rockii
Myrsine rockii là một loài thực vật có hoa trong họ Anh thảo. Loài này được (O. Deg. & Hosaka) Hosaka mô tả khoa học đầu tiên năm 1940.